# درخشان‌ماهی دم‌سفید
درخشان‌ماهی دم‌سفید (نام علمی: Cyprinella galactura) نام یک گونه از سرده درخشنده‌های باله‌ابریشمی است.